# Сафинов, Канатбек Бейсенбекович
Канатбек Бейсенбекович Сафинов (каз. Қанатбек Бейсенбекұлы Сафинов, род. 24 марта 1962 года, станция Бурное, Джамбульская область, Казахская ССР, СССР) — казахстанский государственный деятель, депутат сената парламента Казахстана (2019—2023).

## Биография
Происходит из рода сикым племени дулат. Окончил Казахский государственный университет им. С. М. Кирова в 1985 году по специальности юрист. Доктор юридических наук, тема диссертации: «Правительство Республики Казахстан: функции, созидательно-организационная и правоустанавливающая его деятельность на современном этапе» (2002 год).
1985—1986 гг. — стажёр-исследователь Московского государственного университета.
1986—1989 гг. — аспирант Института философии и права Академии наук Казахстана.
1990—1992 гг. — научный сотрудник Института государства и права Академии наук Казахстана, помощник депутата Верховного Совета Республики Казахстан Салыка Зиманова.
1992—1994 гг. — заместитель генерального директора компании «Казахстан сервис» МВЭС Республики Казахстан.
1994—1996 гг. — заместитель торгового представителя Казахстана в ФРГ.
1996—1997 гг. — вице-президент НААК «Казахстан ауе жолы» по внешним связям.
Март — май 1997 г. — менеджер дирекции оценки проектов и ведения переговоров Государственного комитета Республики Казахстан по инвестициям.
Май — октябрь 1997 г. — директор юридического департамента ЗАО «ННК „Казахойл“».
Октябрь 1997 г. — февраль 2002 г. — заведующий отделом правовой экспертизы, заведующий юридическим отделом, заведующий отделом законодательства, обороны и правопорядка, заведующий юридическим отделом канцелярии премьер-министра Республики Казахстан.
Февраль — март 2002 г. — заместитель генерального директора ЗАО «КазТрансГаз».
Март 2002 г. октябрь 2008 г. — управляющий директор по правовому обеспечению АО «НК „КазМунайГаз“».
В октябре 2008 года был назначен управляющим директором — членом правления до прекращения деятельности АО «Казахстанский холдинг по управлению государственными активами „Самрук“».
Январь — июнь 2009 г. — управляющий директор — член правления АО «Фонд национального благосостояния „Самрук-Казына“».
Июнь 2009 г. — март 2010 г. — ответственный секретарь Министерства энергетики и минеральных ресурсов Республики Казахстан.
Март 2010 г. — август 2014 г. — ответственный секретарь Министерства нефти и газа Республики Казахстан.
Август 2014 г. — апрель 2019 г. — ответственный секретарь Министерства энергетики Республики Казахстан.
С августа 2019 года — депутат сената парламента Казахстана, назначен указом президента Казахстана Касым-Жомарта Токаева. 24 января 2023 года указом президента полномочия были прекращены.
С апреля 2023 года — директор РГП на ПХВ «Институт парламентаризма».

## Награды
- Орден «Курмет» (2010)
- Орден «Барыс» III степени (2015)